# بيتر جينينغز
بيتر جينينغز (بالإنجليزية: Peter Jennings)‏ مواليد 29 يوليو 1938 هو إعلامي أمريكي من أصل كندي ولد في تورونتو - الوفاة 7 أغسطس 2005 في مانهاتن، نيويورك، نيويورك، الولايات المتحدة،إثر إصابته بسرطان الرئة.

## نشأته
ولد بيتر جينينغز في تورنتو بأونتاريو في 29 تموز 1938 لأليزابيث اوسبورن وتشارلز جينينغز مذيع بارز في هيئة البث الكندية (سي بي سي). بدأ بيتر مسيرته الإعلامية في سن التاسعة عندما كان يقدم برنامج (Peter's People) وهو برنامج مخصص للأطفال يبث صباح كل يوم سبت لمدة نصف ساعة. عند بدأ البرنامج كان والده في مهمة مهنية في الشرق الأوسط وجن جنونه عند عودته عندما علم أن القناة وضعت ابنه في برنامج يتم بث مباشرة.
في سن الحادي عشرة التحق جينينغز بمعهد ترينيتي في بورت هوب بأونتاريو ولمع في صف الرياضة. عندما نقلت هيئة البث الكندية والد بيتر إلى مقرها الواقع في أوتاوا في بداية الخمسينات انتقل بيتر إلى معهد ليزغار. عانى جينينغز في تلك المدرسة ورسب في الصف العشر. قال لاحقا أنه كان كسولا وأنه كان يحب البنات وو كتب الرسوم المضحكة. التحق بيتر إلى جامعة كارلتون ولكنه لم يمكث فيها طويلا وغادرها.

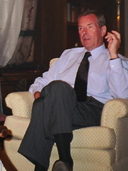
بيتر جينينغز

## بدايته المهنية
كان بيتر يحلم أن تكون له مسيرة إعلامية كوالده ولكن أول وظيفة له كانت موضفا في بنك كندا الملكي. أراد أن يعيينه البنك في فرعها الموجود في هافانا ولكن تم تعيينه في بلدة صغيرة تدعى بريسكوت بأنتاريو ونقل بعد ذلك إلى بروكفيل. خلال تلك الفترة اكتشف جنينغز التمثيل من خلال ظهوره في مسرحيات موسيقية للهواة مع (Orpheus Musical Theatre Society). التحق باول وظيفة له في مجال الإعلام عندما كان في بروكفيل وكان يبلغ سن الحادية والعشرين. ففي سنة 1959 وظفته إذاعة محلية تدعى (CFJR) كأحد أعضاء قسم الأخبار. تع عرض عدد من التقارير التي أعدها على قناة سي بي سي (CBC) الكندية. في سنة 1961 التحق بقناة (CJOH-TV) ومن ثم بقناة حديثة العهد بأوتاوا. عندما أطلقت القناة في مارس 1961 كان جنينغز مجري مقابلات، أحد منتجي برنامج Vue الليلي. أعجب القائمون على القناة بجاذبيته ورأو فيه شبها مع ديك كلارك الذي كان مقدما أمريكيا بارزا فتم تعيينه مقدما لبرنامج رقص اسمه (Club Thirteen).
في السنة التالية وظفته قناة سي تي في (CTV Television Network) أول قناة خاصة في كندا والتي كانت قناة منافسة لقناة والده. عين في وظيفة مقدم أخبار ومقدم برنامج ليلي. عند عمله في هذه القناة أصبح أول إعلامي كندي يصل إلى مدينة دالاس بعد مقتل الرئيس الأمريكي جون كينيدي سنة 1963. في سنة 1964 أرسل لتغطية اختيار مرشح الحزب الديموقراطي الأمريكي للانتخابات الرئاسية الأمريكية في أتلانتيك سيتي بنيوجيرزي. عرض عليه أن يعمل كمراسل لقناة أي بي سي نيوز الأمريكية (ABC News). رفض بيتر العرض وعلل فيما بعد هذا الرفض بخوفه من الفشل ولكنه غير رأيه بعد ثلاثة أشهر وحزم حقائبه إلى الولايات المتحدة الأمريكية.

## مسيرته الإعلامية
يعتبر جينينغز من أبرز المقدمين الأمريكيين والكنديين. فبيتر هو أول مقدم أخبار لنشرة «أي بي سي» المسائية عام 1965 وكان يبلغ 26 عاما عندئذ ولكن أزيح سنة 1968 بسبب لكنته الكندية ووجود مذيعين بارزين في تلك الفترة مثل والترر كرونكيت وديفيد برنكلي ا. عمل بعدها كمراسل خارجي للقناة وغطى عددا من حروب الشرق الأوسط، كأحداث «سبتمبر الأسود» في أولمبياد ميونيخ. في سنة 1968 أسس جينينغز مكتب أي بي سي في بيروت «أي بي سي» الذي يعتبر أول مكتب إخباري خارجي لمؤسسة أميركية في الشرق الأوسط.
غطى بيتر اقامة جدار برلين في الستينات وهدمه في التسعينات، وغطى كذلك حرب فيتنام وأحداث الحرب الباردة ولك إثر تواجده في عدد من العواصم الأوروبية. أجرى بيتر مقابلات صحفية مع عدة زعماء من بينهم الخميني وأنور السادات. في سنة 1975 عاد جينينغز إلى الولايات المتحدة وأصبح مقدم نشرة الأخبار الصباحية في «أي بي سي»، وعين بعد ذلك بثلاث سنوات مقدما للأخبار العالمية في برنامج «ورلد نيوز تونايت» ومن ثم أصبح كبير المحررين والمذيع الأساسي لهذا البرنامج منذ عام 1983 وحتى وفاته.
تحصل سنة 2003 على الجنسية الأمريكية وتوفي في سنة 2005 بعد إصابته بسرطان الرئة وكان بيتر مدمنا على السجائر. وبوفاة جينينغز تحطم «الثلاثي الذهبي» المكون من بيتر جنينغز ودان راذر مقدم الأخبار المخضرم على شبكة سي بي اس وتوم بروكو مقدم أخبار شبكة ان بي سي في عالم نشرات الأخبار الأميركية بإعلنهما تنحيهما.

## انظرأيضا
- كارول رادزيويل

## روابط خارجية
- بيتر جينينغز على موقع IMDb (الإنجليزية)
- بيتر جينينغز على موقع الموسوعة البريطانية (الإنجليزية)
- بيتر جينينغز على موقع إن إن دي بي (الإنجليزية)
- بيتر جينينغز على موقع قاعدة بيانات الفيلم (الإنجليزية)